# Верхние Прыски
Верхние Прыски — деревня в Козельском районе Калужской области. Входит в состав сельского поселения «Село Попелёво».

## Географическое положение
Расположена на левом берегу реки Нойка (приток Жиздры) у пруда, примерно в 3 км к северо-западу от села Нижние Прыски.

## История
В Козельском уезде Калужской губернии сельцо Верхние Прыски относилось к Прысковской волости.

## Население
Население сельца Верхние Прыски в 1859 году: 264 жителя (мужчин — 103, женщин — 161).
На 2010 год население составляло 12 человек.